# Bugalima
Bugalima is een bestuurslaag in het regentschap Flores Timur van de provincie Oost-Nusa Tenggara, Indonesië. Bugalima telt 540 inwoners (volkstelling 2010).